# Commune populaire

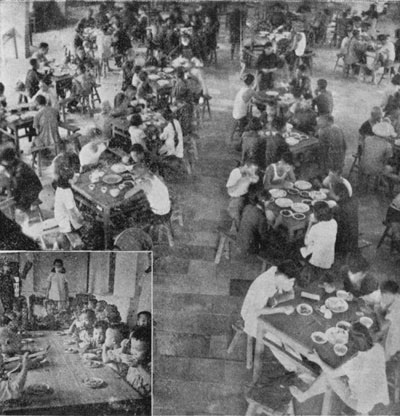
Cantine des communes populaires.

Les communes populaires (chinois : 人民公社 ; pinyin : rénmín gōngshè, le terme de commune étant un hommage à la Commune de Paris) en république populaire de Chine constituaient le plus haut des trois niveaux d'administration, au-dessus des coopératives socialistes, dans les zones rurales de juillet 1958, où le premier objectif était d'allier les réussites des coopératives socialistes, agricoles, au besoin de développement de l'industrie chinoise. Elles se terminent aux environs de 1982-85 jusqu'à ce qu'elles soient remplacées par des municipalités. La commune populaire était la plus large unité collective, tantôt divisée en brigades de production, tantôt en équipes de production. Les communes populaires avaient des fonctions gouvernementales, politiques et économiques, elles coïncident avec le début du Grand Bond en avant.
En 1993, la théorie de Deng Xiaoping est intégrée dans la constitution chinoise. Ainsi l'« économie de marché socialiste » se substitue aux communes populaires maoïstes.